# Guerra Civil da Nigéria

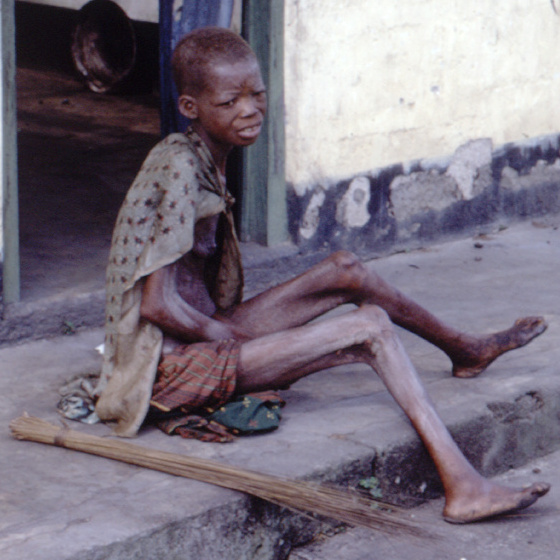
Uma mulher, na região de Biafra, sofrendo de inanição aguda.

A Guerra Civil da Nigéria, também conhecida como Guerra Civil Nigeriana, Guerra Nigéria-Biafra ou ainda Guerra do Biafra que durou de 6 de julho de 1967 a 13 de janeiro de 1970, foi um conflito político causado pela tentativa de separação das províncias ao Sudeste da Nigéria, como a República autoproclamada do Biafra.
Teve início após uma desavença entre os povos Hauçás e Ibos. Hauçás eram muçulmanos originários do norte do país e viviam em um sistema semifeudal. Os Ibos eram considerados a elite nigeriana, possuíam melhores cargos no governo central e melhores salários, e provinham das tribos ao leste. Em 1966, soldados da etnia Ibo tomaram o poder no país em um golpe de estado. No entanto, os Hauçás tomaram o poder seis meses depois em um contragolpe e iniciaram um massacre aos Ibos em todo país. Estima-se que cerca de 30 000 Ibos tenham sofrido nesse primeiro ataque. Os sobreviventes se refugiaram nas terras ao leste e proclamaram a República de Biafra. Embora as tensões culturais, étnicas e religiosas tenham sido alguns dos principais instigadores do conflito, a questão econômica acabou sendo um dos fatores mais importantes, com o controle do Delta do Níger (região rica em recursos naturais, como petróleo) tendo um significado estratégico gigantesco. Com apenas um ano de guerra, tropas do governo federal nigeriano tinham Biafra completamente sob cerco, capturando as instalações de petróleo da costa e a cidade de Porto Harcourt. Com o conflito se alastrando num impasse, o bloqueio imposto pelo governo nigeriano levou a uma fome em massa. Durante a guerra, mais de 100 mil baixas foram reportadas entre forças militares devido a inanição, com entre 500 000 e 2 milhões de civis da região de Biafra morrendo devido à falta de comida.
Em meados de 1968, imagens de crianças malnutridas sofrendo com a fome chegaram as mídias ocidentais. A comunidade internacional se dividiu com relação ao conflito. Os Estados Unidos, o Reino Unido e a União Soviética apoiavam o governo central nigeriano, enquanto França, Israel e China apoiavam a República de Biafra. A guerra acabou em janeiro de 1970, após uma ofensiva de três semanas do exército nigeriano. O presidente de Biafra, Odumegwu Ojukwu, partiu para o exílio e a resistência armada se desfez após a tomada de Owerri por tropas nigerianas.
A guerra expôs falhas no movimento pan-africano na era inicial de independência africana do colonialismo europeu, fornecendo, de acordo com algumas análises, evidências de que os povos da África eram supostamente diversos demais para encontrar a unidade comum e também revelaram fraquezas precoces da Organização da Unidade Africana. A guerra também resultou na marginalização política do povo Igbo, pois a Nigéria não tem outro presidente do Igbo desde o final da guerra, levando algumas pessoas de Igbo a acreditar que estão sendo injustamente punidas pela guerra. O nacionalismo igbo surgiu desde o final da guerra, bem como vários grupos de secessionistas neo-biafranos, como as organizações Povos Indígenas do Biafra e o Movimento para a Atualização do Estado Soberano de Biafra. Todos os grupos pós-biafra visavam agitar para memórias e interesse de todos os leste.